# Niałek Wielki
Niałek Wielki – wieś w Polsce położona w województwie wielkopolskim, w powiecie wolsztyńskim, w gminie Wolsztyn. Niałek Wielki jest położona przy jeziorze Berzyńskim, a obecnie stanowi przedmieścia Wolsztyna. Jest to wieś rolniczo- przemysłowa.

## Nazwa
Nazwa wsi wywodzi się od sławnego rodu rycerskiego Niałków herbu Jeleń. Miejscowość pierwotnie związana była z Wielkopolską oraz przejściowo z Dolnym Śląskiem. Ma metrykę średniowieczną i istnieje co najmniej od połowy XII wieku. Wymieniona została po raz pierwszy w łacińskojęzycznym dokumencie z 1155 pod nazwą Gelenov Nalcho, 1237 Nalco, 1238 Nalch, 1245 Nalcho, 1312 Nalko, 1380 Nalek, 1384 kop. XVII wieku Nalke, 1404 Nyalko, 1413 Maior Nalko, 1420 Nyalek, 1421 Maius Nalko, 1425 Nialek, 1448 Maius Nyalkowo .  

## Historia

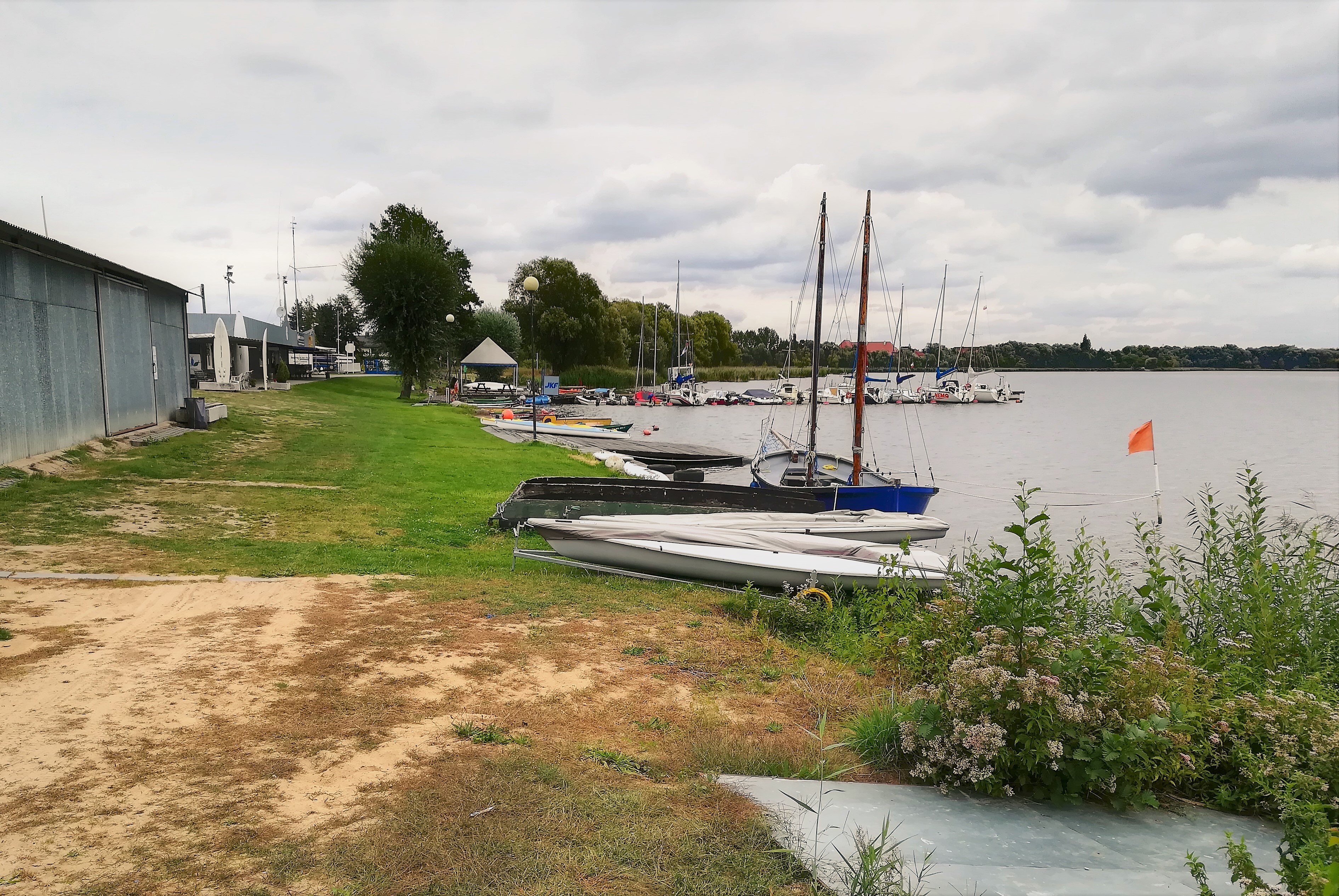
Przystań żeglarska nad jeziorem Berzyńskim

Miejscowość była własnością kościelną, a następnie szlachecką. Niałek Wielki i Komorowo stworzyły podwaliny do powstania Miasta Wolsztyn. Ród Białków ten już w XII wieku zajmował południowo-zachodnie pogranicze Wielkopolski, tj. okolice Kębłowa, Kopanicy, a nawet Babimostu i Trzciela. Historycy za pierwotną datę powstania Niałka przyjmują rok 1155 lub 1150 na podstawie bulli papieskiej Hadriana IV wydanej w 1155 (1150) roku, wymieniającej Niałek jako własność biskupstwa wrocławskiego. Niałek jest zatem jedną z najstarszych wsi na zachodzie Wielkopolski, poza Przemętem, który datuje się na rok 1109 jako osadę obronną .
W 1292 książę wielkopolski Przemysł II wystawił dokument, w którym zaświadczył, że Wisław syn zmarłego Gerlacha dał Wojsławowi synowi Gosława wsie Wronczyn i Bieganin leżący w powiecie kaliskim, a otrzymał w zamian dziedzinę Niałek. W 1402 dokumenty sądowe odnotowały Dzierżka Chycińskiego z Niałka syna Wincentego z Chycina, który toczył proces z Andrzejem Ptaszkowskim. W 1238  miejscowość była siedzibą własnej parafii, a w 1510 dekanacie Grodzisk. W 1507 leżała w powiecie kościańskim Korony Królestwa Polskiego .
Przy pierwszej numeracji w 1796 roku wieś liczyła 23 domostwa oraz folwark. Dla wsi w 2020 roku sporządzono opis historii wszystkich dawnych zagród, począwszy od 1791 roku do czasów współczesnych.
Po rozbiorach wieś znalazła się w zaborze pruskim. W okresie Wielkiego Księstwa Poznańskiego (1815–1848) miejscowość wzmiankowana jako Niałek Wielki należała do wsi większych w ówczesnym powiecie babimojskim rejencji poznańskiej. Niałek wielki należał do wolsztyńskiego okręgu policyjnego tego powiatu i stanowił część majątku Powodowo, który należał do Dziembowskiego. Według spisu urzędowego z 1837 roku Niałek wielki liczył 169 mieszkańców, którzy zamieszkiwali 27 dymów (domostw).
Jeszcze w okresie po II wojnie światowej Niałek Wielki był o wiele większy. Obejmował on całe wschodnie osiedle Bohaterów Bielnika i ulicę Niałecką. W roku 1965 wschodnia część wsi, aż do wiaduktu, została włączona do miasta Wolsztyn.
W latach 1954–1959 wieś należała i była siedzibą władz gromady Niałek Wielki, po jej zniesieniu w gromadzie Komorowo. W latach 1975–1998 miejscowość administracyjnie należała do województwa zielonogórskiego.
Wyjaśnienia wymaga fakt, że Niałek Wielki leży po lewej stronie Jeziora Berzyńskiego, a po drugiej stronie leżał Niałek Mały, obecnie Adamowo. Można przypuszczać, że jeden Niałek (Wielki) był własnością kościelną, a drugi Niałek (Mały) – własnością rycerską, gdzie mieścił się dwór rycerski Niałków Jeleni (według legendy ten stary drewniany dwór uległ spaleniu i z tego powodu Niałek Mały potocznie nazywany jest Piekiełkiem).
W 1949 we wsi urodziła się Danuta Płygawko – historyk, doktor nauk humanistycznych, badacz społeczno-politycznej działalności Henryka Sienkiewicza. Propagator wiedzy o roli środowisk emigracyjnych Zachodniej Europy i Polonii Amerykańskiej w odzyskaniu niepodległości i odbudowie państwa polskiego po I wojnie światowej. Wydawca materiałów źródłowych, głównie korespondencji znanych Polaków. Autorka publikacji i biogramów postaci zasłużonych dla Wielkopolski i Śremu.